# Diggi, Aurad
Diggi là một làng thuộc tehsil Aurad, huyện Bidar, bang Karnataka, Ấn Độ.